# Oglala lakota
Els Oglala Lakota o Oglala Sioux (pronunciat oɡəˈlala, que vol dir "que s'escampen" en lakota) són una de les set subtribus de la Nació Lakota, que juntament amb els nakota i Dakota, conformen la Gran Nació Sioux. La majoria dels oglala viuen a la Reserva índia de Pine Ridge de Dakota del Sud, la vuitena reserva índia més gran dels Estats Units. El oglala són una tribu reconeguda federalment amb el títol oficial de Tribu Sioux Oglala (anteriorment anomenadal Tribu Sioux Oglala de la reserva de Pine Ridge, Dakota del Sud). És de destacar, però, que alguns oglala rebutgen el terme "Sioux" perquè era un nom donat a ells pel crows, que històricament van ser enemics dels lakota. El terme significa "serp" i, com a tal, és vist com un insult.
En 2013 el poble Oglala Lakota va aconseguir el reconeixement mundial quan el fotògraf Aaron Huey va guanyar concurs World Press Photo (Temes Contemporanis, tercer premi d'històries) amb la seva sèrie de foto-històries titulada 'In the shadow of wounded knee'. L'etiqueta de l'exposició, viatjant pel món, deia:
| « | "El poble Oglala Lakota de la reserva de Pine Ridge a Dakota del Sud, a prop del lloc de la massacre de més de 250 Sioux Lakota, a Wounded Knee Creek (1890). Compten amb una llarga història dels tractats violats i promeses incomplertes per part dels successius governs dels Estats Units. El 1980, després del judici més llarg de la història dels Estats Units, la Cort Suprema dels Estats Units va dictaminar que el territori de les Black Hills, terra sagrada per als sioux, havia estat arrabassada il·legalment després que s'hi va descobrir or en 1874. El tribunal va concedir el pagament d'una indemnització de 106 milions de dòlars, però els sioux es va negar a rebre els diners i va exigir la devolució de les terres. Avui, Pine Ridge és una de les zones més pobres dels EUA, amb una desocupació que arriba al 90 per cent en alguns llocs, i una esperança de vida pels homes de 48 anys. Pine Ridge està veient un ressorgiment dels moviments de resistència, i un ressorgiment de formes espirituals tradicionals. Ha tornat la Dansa del Sol, després de gairebé desaparèixer, i la gent està ensenyant als joves la llengua, les habilitats a cavall i les cerimònies". | » |

## Història
Els Oglala Lakota, juntament amb els altres sis grups lakota, s'havien separat durant el segle xix. En 1830, els oglala tenia al voltant de 3.000 membres. En la dècada de 1820 i 1830, els oglala, juntament amb els Brulé, una altra banda lakota, i tres bandes Sioux, va formar l'Aliança Sioux. Aquesta aliança va atacar les tribus dels voltants per raons territorials i de la caça.

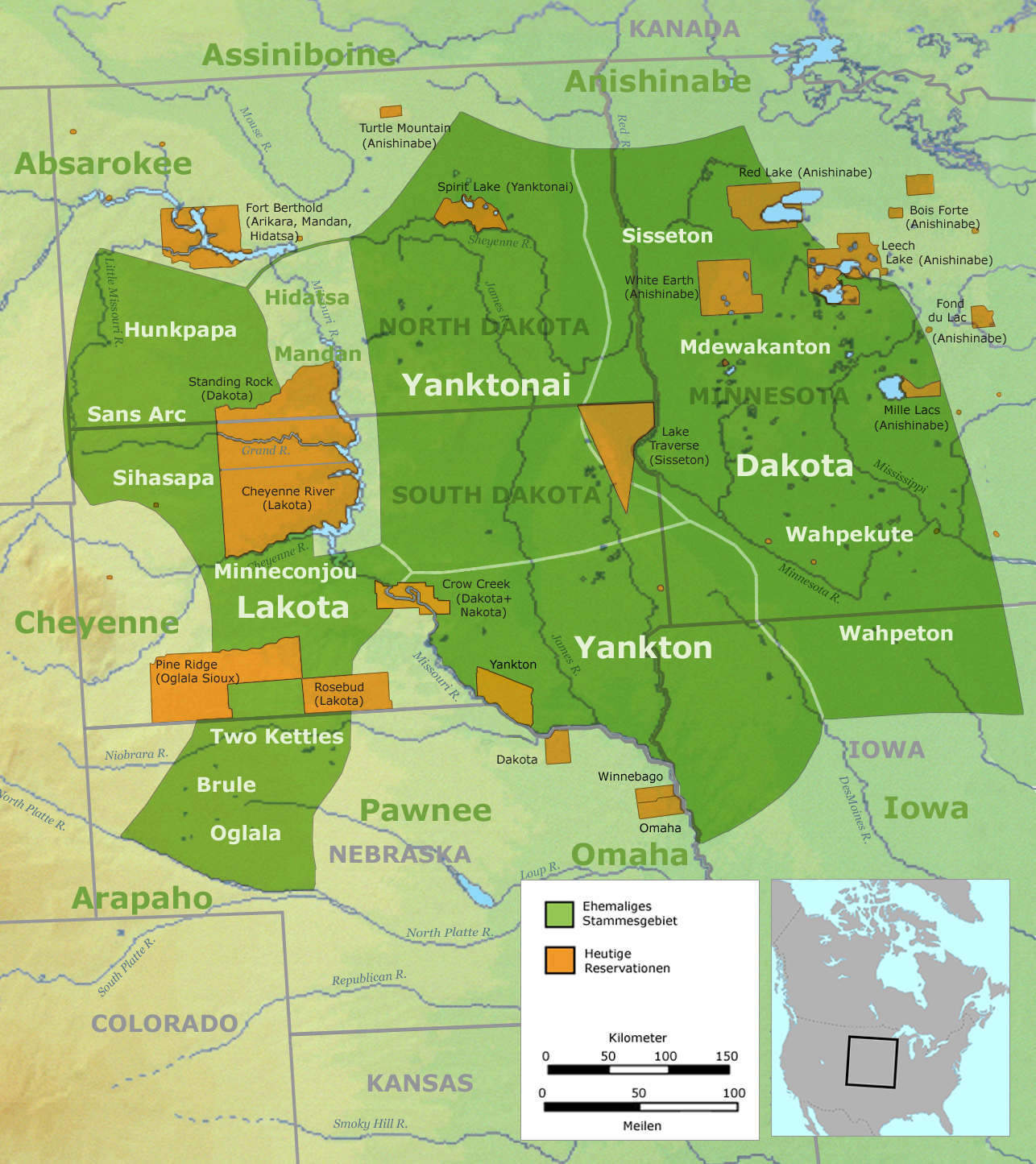
Territori original dels grups Sioux (en verd): els lakota (inclosos els sans arc o Itazipco), els Nakota (Yanktonai i Yankton) i Dakota, així com el territori de les reserves (taronja)

## Rols de gènere
Tradicionalment, en la societat Oglala Lakota els homes eren els encarregats de la política de la tribu. Els homes eren generalment els caps per assumptes polítics, líders de la guerra, guerrers i caçadors. Les dones sempre han estat molt ben considerades i respectades en la tribu. Els Lakota són matrilineals i els nens pertanyen al Clan de la mare. Els caps eren seleccionats sobre la base del clan de la mare. Les dones controlaven els aliments, els recursos i els béns mobles. Quan un home es casava, anava a viure amb la seva esposa amb el poble d'ella. Ells podrien donar-li suport en maternitat i la criança i, si la parella se separava, ella no estaria lluny del seu poble. Això també va ajudar a controlar el comportament dels homes cap a les dones. Les dones ancianes del clan eren molt respectades i havien d'aprovar la selecció dels caps dels clans. Si elles retiraven el seu suport, un home no podia continuar com a cap. Ambdós sexes eren iguals en les decisions i el poder. També hi havia altres persones importants en aquesta tribu anomenades winkte o "Dos Esperits". Eren biològicament homes que assumien una identitat específica no masculina. La gent Dos Espirits dels Oglala Lakota solien tenir un paper paper sagrat i important en la tribu. Sovint eren remeiers tant de nadius com de soldats i colons blancs. Les seves funcions incloïen donar noms als nadons en les cerimònies de nomenament i la realització de curació a través de cerimònies d'oració i neteja. A finals de la dècada de 1900 els seus papers canviaren per a dirigir cerimònies sagrades per ensenyar als nens i assumsint una varietat d'altres responsabilitats importants. La missió dels Dos Esperits, llavors i ara és mantenir el foc sagrat i protegir totes les persones de moltes maneres significatives.

## Cultura tradicional
La família és molt important per als Oglala Lakota, la lleialtat a la tribu va en segon lloc. Cada família tenia una o més llars tipi. Les dones eren fonamentals per a la vida de la família: elaboraven gairebé tot el que utilitzaven la família i la tribu. Conreaven i processeaven una gran varietat de cultius; preparaven el menjar; adobaven la carn i el peix capturat pels homes; treballaven la pell per fer roba i calçat, així com bosses d'emmagatzematge, la cobertura de tipis, i altres articles.
Més enllà de la família era el clan. L'herència de les posicions principals del clan i la composició dels clans era matrilineal: només els homes nascuts al clan en podien ser caps. Dins del clan, es consideraven parents els que els euroamericans podien anomenar cosins, i eren identificats amb títols equivalents a germans i germanes. A causa de la importància del clan, l'oncle matern d'un nen, en comptes del seu pare, seria sovint la figura masculina més influent en la seva vida. L'oncle integraria al nen en la societat masculina del clan.

## Bandes

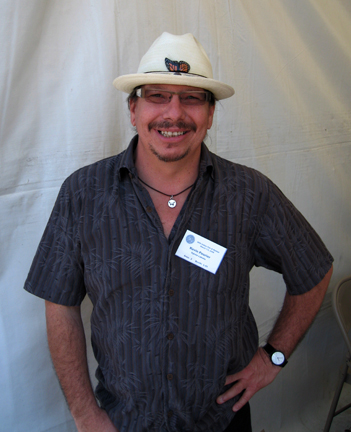
Kevin Pourier és un joier i escultor Oglala Lakota amb banya de bisó.

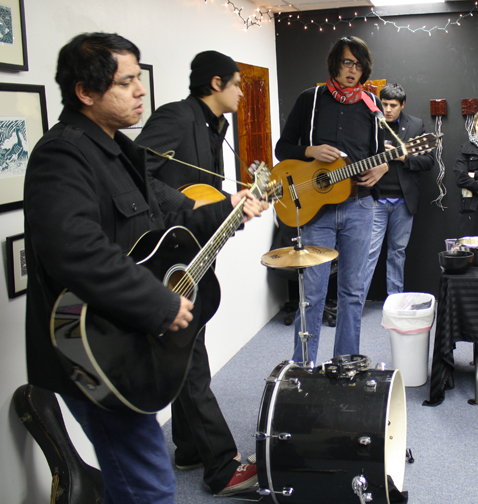
The Wake Singers, banda de músics Oglala Lakota

Cadascun de les vint tribus eren subdividides en bandes (tiyośpaye), que consistien en un nombre de petits campamenrs familiars (tiwahe). Durant part de l'any, els petits campaments s'escampaven per tota la regió; en altres ocasions, aquests camps es reunien com un tiyośpaye per cooperar en activitats com ara la gran caça del búfal. Cada estiu, en general a principis de juny, les bandes de molts grups es reunien per a la sagrada Dansa del Sol anual
En uns escrits de 1875 el Dr. John J. Saville, l'agent indi dels Estats Units a l'Agència Red Cloud, va notar que le tribus Oglala es dividien en tres bandes principals: els Kiyuksa, els Oyuĥpe i la banda cap o Veritable Oglala. "Cadascuna d'aquestes bandes era subdividida en parts més petites, amb diversos noms, generalment designats pel nom del seu cap o líder."
En els anys immediatament posteriors al Tractat de Fort Laramie de 1868, aquestes bandes es van polaritzar cada vegada més quan ells i els seus líders van lluitar amb decisions relatives a la contínua invasió nord-americana del seu territori. Algunes bandes van optar per anar a les agències índies (precursores de les reserves), on van rebre la carn de vaca i altres racions del govern nord-americà. Altres bandes van decidir quedar-se fora, tractant de seguir les formes de vida tradicionals el major temps possible. Moltes bandes es van moure entre aquests dos extrems, arribant a les agències durant l'hivern i unint-se als seus parents al nord cada primavera. Aquests desafiaments van separar encara més les diverses bandes Oglala.
Just abans del confinament a les reserves, les bandes de Oglala eren:
Oyuȟpe Tiyošpaye
- True Oyuȟpe (Banda de Big Road). Altres membres: Black Elk
- Wakaŋ
- Makaicu (Banda de Red Dog)

Oglala Tiyośpaye
- True Oglala
- Caŋkahuȟaŋ (Banda de He Dog). Altres membres: Short Bull; Amos Bad Heart Bull.
- Hokayuta (Banda de Black Twin)
- Huŋkpatila (Banda de Little Hawk i Crazy Horse)
- Iteśica (Banda de Red Cloud)
- Payabya (Banda de Young Man Afraid of His Horses)
- Wagluȟe (Banda de Chief Blue Horse, American Horse i Three Bear)

Kiyaksa Tiyošpaye
- True Kiyaksa
- Kuinyan (Banda de Little Wound)
- Tapišleca (Banda de Yellow Bear)

## En la reserva
Després de ser traslladats en diverses ocasions durant la dècada de 1870 després de la divisió en cinc porcions de la Gran Reserva Sioux, l'Agència Red Cloud es va traslladar el 1878 i va canviar el nom a Reserva índia de Pine Ridge. Abans de 1890, la reserva aplegava 5.537 persones, dividides en diversos districtes que inclouen unes 30 comunitats diferents.
La reserva índia de Rosebud, a l'est de Dakota del Sud, també té residents que estan inscrits com a membres Oglala Lakota, però la seva població està composta principalment del Sicangu Oyate, o Brulé Sioux.

## Wild Westing Oglala Lakota i la Carlisle Indian Industrial School

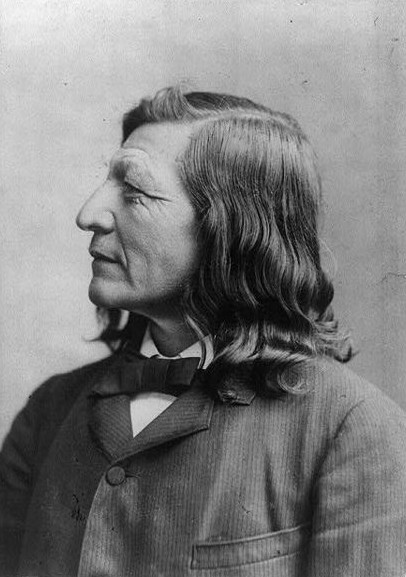
Luther Standing Bear fou ensenyat a ser valent i sense por a morir, i va sortir de la reserva per assistir a Carlisle i fer algun acte valent per honrar la seva família. En 1902, amb la seva esposa Nellie i els seus fills, Standing Bear es va unir al Buffalo Bill's Wild West i va viatjar per Anglaterra durant onze mesos. Luther va ser contractat com a intèrpret i acompanyant de setanta-cinc indis, i també va actuar com un genet expert i ballarí

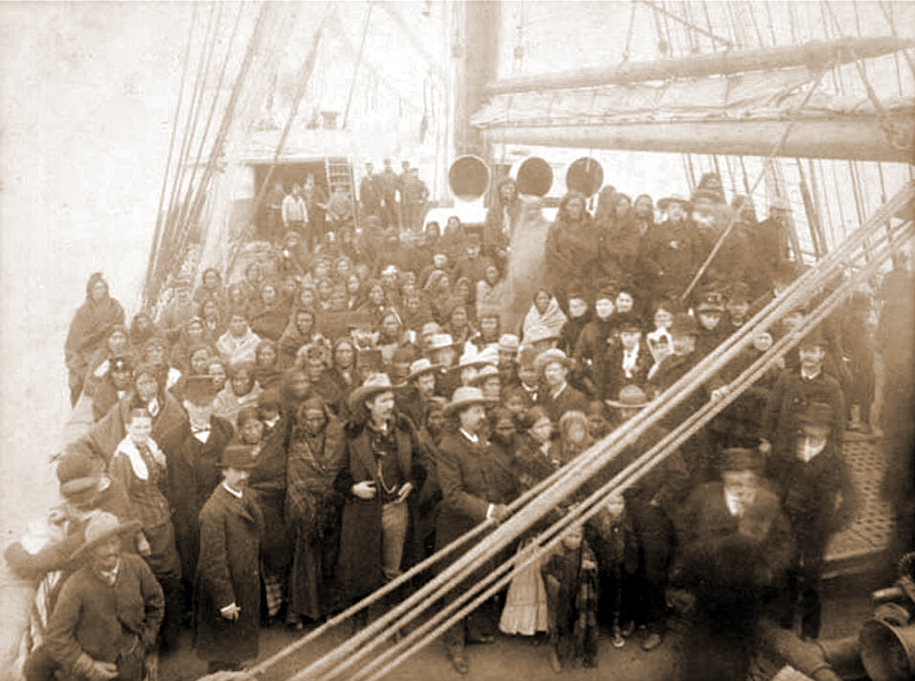
El 31 de març de 1887, el Cap Blue Horse, el cap American Horse i el cap Red Shirt i llurs famílies s'embarcaren en el S.S. State of Nebraska a la ciutat de Nova York, i començaren un nou viatge per al poble lakota quan travessaren el mar cap a Anglaterra amb Buffalo Bill per actuar en el Jubileu d'Or de la Reina Victoria.

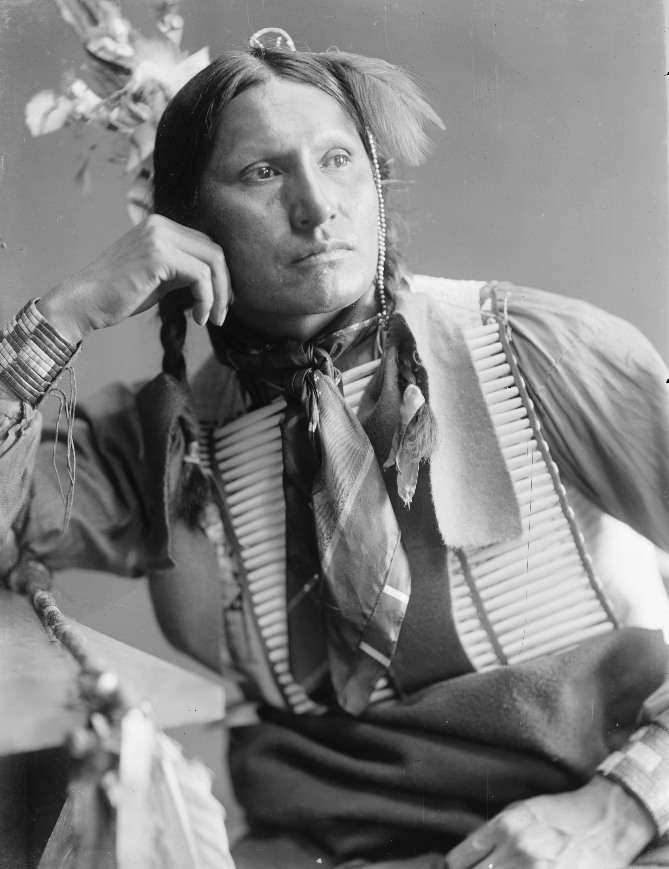
Samuel American Horse fou un Carlisle Wild Wester. Des de 1887, rl Wild Westing havia tingut tradició familiar en nombroses famílies de Pine Ridge.

El Wild Westing i la Carlisle Indian Industrial School a Carlisle (Pennsilvània), eren portals a l'educació, oportunitat i esperança, i arribaren en un moment en què el poble lakota era deprimit, empobrit, assetjat i confinat. La majoria dels Wild Westers eren Oglala Lakota de Pine Ridge (Dakota del Sud), el primer poble lakota que va fer Wild Westing. Coneguts com a “Show Indians”, els Oglala Wild Westers s'anomenaven a si mateixos Oskate Wicasa o "Show Man", un títol de gran honor i respecte.
El 31 de març de 1887, el Cap Blue Horse, el cap American Horse i el cap Red Shirt i llurs famílies s'embarcaren en el S.S. State of Nebraska a la ciutat de Nova York, i començaren un nou viatge per al poble lakota quan travessaren el mar cap a Anglaterra amb Buffalo Bill per actuar en el Jubileu d'Or de la Reina Victoria i una gira de cinc mesos per Birmingham, Salford i Londres. El seguici va consistir en 97 indis, 18 búfals, 2 cérvols, 10 ants, 10 mules, 5 jònecs de Texas, 4 rucs i 108 cavalls. Des de 1887, Wild Westing ha estat una tradició familiar en nombroses famílies de Pine Ridge. Entre 1906 i 1915, 570 individus de Pine Ridge anaren de Wild Westing amb Buffalo Bill i altres espectacles. Sovint treballaven plegats famílies senceres, i la tradició de la comunitat Wild Wester no és diferent de la tradició de famílies i comunitats del circ. Frank C. Goings, l'agent reclutant per a Buffalo Bill i altres shows del Wild West a Pine Ridge, fou un Carlisle Wild Wester amb experiència com a actor, intèrpret i carabiner. Goings escollia acuradament els caps famosos, els millors ballarins, els millors cantants, i els millors genets; cercava artistes disposats a estar fora de casa durant llargs períodes i coordinava viatges, allotjament i menjar. Va viatjar amb la seva esposa i fills, i durant molts anys va recórrer Europa i els Estas Units amb el Buffalo Bill's Wild West, Miller Brothers 101 Ranch Real West i el Sells Floto Circus.
Molts Wild Westers oglala lakota de Pine Ridge (Dakota del Sud), estudiaren a la Carlisle Indian Industrial School a Carlisle (Pennsilvània). Carlisle era una escola única, i era considerada per alguns amerindis com anar a la universitat Yale, Princeton o Cambridge. Els arlisle Wild Westers eren atrets per l'aventura, la paga i les oportunitats i van ser contractats com a intèrprets, acompanyants, intèrprets i reclutadors. Els Wild Westers de Pine Ridge registraren llurs fills a la Carlisle Indian Industrial School des dels començaments en 1879 fins al seu tancament en 1918. En 1879 els líders Oglala Lakota cap Blue Horse, el cap American Horse i el cap Red Shirt registraren llurs fills en la primera classe a Carlisle. Volien que els seus fills aprenguessin anglès, habilitats comercials i costums blanques. "Aquests primers fills sioux que van venir a Carlisle no podrien haver-hi estat feliços. Però era la seva única oportunitat d'un futur." Luther Standing Bear fou ensenyat a ser valent i sense por a morir, i va sortir de la reserva per assistir a Carlisle i fer algun acte valent per honrar la seva família. El pare de Standing Bear celebrà l'acte de valentia del seu fill convidant els seus amics a una reunió i els va regalar set cavalls i tots els productes de la seva botiga de teles.

## Bandera oglala

Bandera Oglala en ús des de 1961

Usada per primer cop en 1961, aquesta bandera fou aprovada pel Consell Tribal Sioux Oglala el 9 de març 1962 com a bandera de la Tribu Sioux Oglala (OST).
El cercle de vuit tipis en la bandera representa els nou districtes de la reserva: Porcupine, Wakpamni, Medicine Root, Pass Creek, Eagle Nest, White Clay, LaCreek, Wounded Knee, i Pine Ridge. El camp vermell representa la sang vessada per la tribu en defensa de les seves terres i una referència al·legòrica a l'expressió "home roig", pel qual eren coneguts pels euroamericans. El blau representa el cel, com es veu en les quatre direccions cardinals durant el culte del Gran Esperit, i els elements. També representa el concepte espiritual Lakota del cel o "el vedat de caça" als quals se'n van els membres de la tribu quan moren.

## Notables Oglala

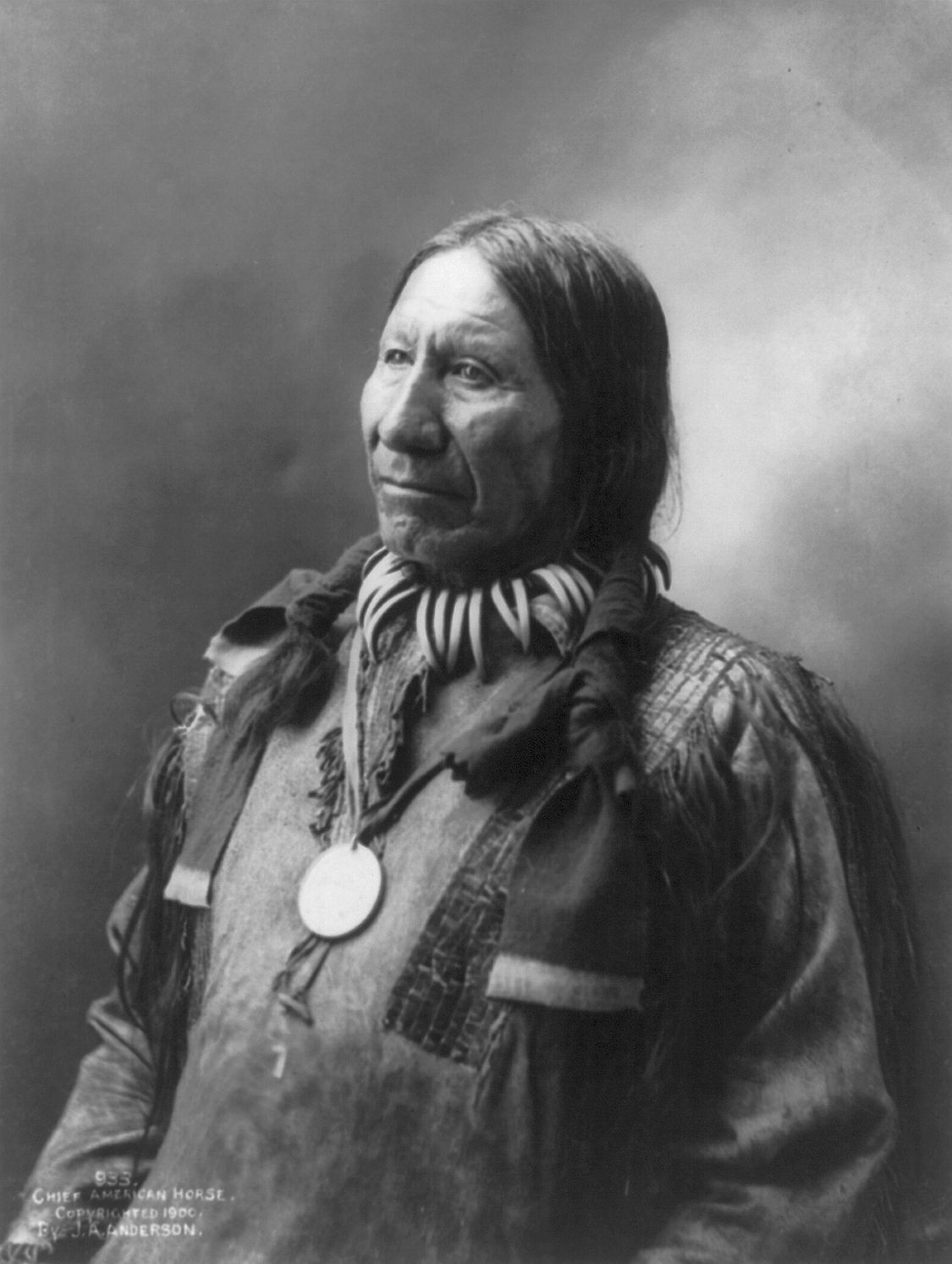
American Horse "El jove"

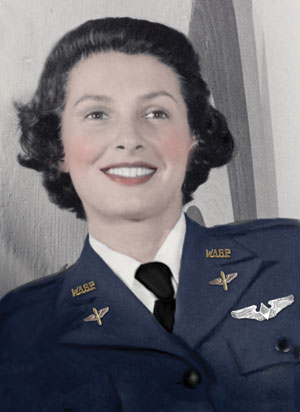
Ola Mildred Rexroat, pilot de la Women's Airforce Service Pilots (WASP) durant la Segona Guerra Mundial

### Líders
- American Horse (El vell)
- American Horse (El vell)
- Crazy Horse
- Crow Dog (Kangisanka)
- Kicking Bear
- Little Wound
- Old Chief Smoke (Šóta)
- Red Cloud
- Chief Blue Horse
- Iron Tail
- Flying Hawk
- Big Mouth
- Cecilia Fire Thunder
- Theresa Two Bulls
- Young Man Afraid Of His Horses
- Black Elk
- Red Shirt (Oglala)
- Luther Standing Bear
- Henry Standing Bear
- Russell Means (Oyate Wacinyapin)

### Personal militar
- Ed McGaa - Veterà de Corea i Vietnam
- Long Wolf (1833-1892) - Batalla de Little Bighorn i Guerres Sioux
- Ola Mildred "Rexy" Rexroat - WASP, Segona Guerra Mundial[21]
- Pat Cuny
- Surrounded By the Enemy (1865-1887) - també pistoler i genet especialista al Buffalo Bill's Wild West Show

### Artistes
- Amos Bad Heart Bull
- John Two-Hawks

### Atletes
- Billy Mills, campió olímpic (1964)